# Martin Jiránek
Martin Jiránek (Praga, 25 de maio de 1979) foi um futebolista tcheco que atuava como zagueiro. Seu último clube como atleta profissional foi o Dukla Praga. 

## Carreira
Jiranek representou a Seleção Checa de Futebol, na Eurocopa de 2004 e da Copa do Mundo de 2006. 